# أوربان السادس
البابا أوربان السادس (تقريبًا 1318 - 15 أكتوبر 1389) ولد باسم بارتولوميو برينيانو، كان البابا بين 1378-1389. كان البابا الأخير المنتخب من خارج كلية الكاردينالات.

## بداية حياته
البابا أوربان السادس وُلد باسم بارتولوميو بريجنانو حوالي عام 1318 في مدينة إيتري، التي كانت آنذاك جزءًا من مملكة نابولي. قبل أن يصبح بابا، كان رجل دين كاثوليكي شغل مناصب كنسية مهمة، ودرس القانون الكنسي، وشارك في شؤون الإدارة الكنسية في عدة مناطق. خدم في عدة مناصب كنسية مهمة، من بينها رئيس أساقفة باري، وكان يُعرف باهتمامه بالقانون الكنسي وإدارته الصارمة، مما ساهم في صعوده داخل المؤسسة الكنسية. انتُخب بابا في نيسان/أبريل عام 1378، في فترة عرفت بأزمة الانشقاق الغربي، والتي شهدت انقسامات داخل الكنيسة الكاثوليكية بشأن شرعية البابا المنتخب.